# آمین‌های هتروسیکلیک

نیاسین, essential to many types of life, is an example of a heterocyclic amine.

آمین‌های هتروسیکلیک یا (به انگلیسی: Heterocyclic amine) به آمین‌هایی گفته می‌شود که دست‌کم دارای یک اتم نیتروژن در حلقه هتروسیکلیک هستند مانند پیریدین، برخی داروها و برخی ویتامین‌ها مانند نیاسین. ترکیبات هتروسیکلی گونه‌ای از ترکیبات حلقوی است که اتم‌های سازنده حلقه در آن از دو یا چند گونه مختلف از اتم‌ها تشکیل شده باشد.

## بیماریزایی
آمین‌های هتروسیکلیک در غذا زمانی ایجاد می‌شوند که اسیدهای آمینه (واحدهای سازندهٔ پروتئین‌ها) و کراتین (یک مادهٔ شیمیایی که در ماهیچه پیدا می‌شود) در دمای پخت بالا (کباب کردن یا سرخ کردن) با هم واکنش بدهند.  ۱۷ نوع آمین هتروسیکلیک مختلف در اثر پختن گوشت ماهیچه مانند گوشت گاو، مرغ و ماهی ایجاد می‌شوند که ممکن است برای انسان خطر سرطان (مانند سرطان معده، سرطان کولورکتال، لوزالمعده و پستان) ایجاد کنند.